# خوان فيسنتي غوميز
خوان فيسنتي غوميز (بالإنجليزية: Juan Vicente Gómez) (و. 1857 – 1935 م) هو جندي، وعسكري محترف من فنزويلا ولد في تاتشيرا.
Juan Vicente Gomez
ولد خوان فيسنيتي غوميز في مدينة مراكي التي تقع في الشمال الأوسط من فنزويلا ترعرع في السهول الشاسعة والأراضي الخصبة وتربية المواشي ورعايتها حيث كانت أسرته من تجارها ولكنه فضل الاندماج بالمعارضة الفنزويلية الثائرة فانضم لقوات الزعيم جوسي كبريانو كاسترو والمتواجدة في كولمبيا المجاورة ودخل مع قائدها كاسترو إلى العاصمة كركاس فاتحا حيث توج الأخير رئيسا لفنزويلا وعين غوميز نائبا له وعرف حكم جوسي كبريانو كاسترو بالمستبد والدكتاتوري إلى حد كبير وفي شخصيته نوع من الأنانية حيث كان يريد كل شيء له وحده فمارس الظلم والكبرياء ودخلت البلاد بعهده مرحلة التسيب والفساد بالإضافة إلى مجموعة كبيرة من الديون الداخلية والخارجية حيث تعرضت جراء ذلك لحصار وهجوم واسع بحري الأسطول البريطاني 1902م والأسطول الألماني والإيطالي 1903م بسبب رفضه تسديد الديون المستحقة لهم على بلاده ودخل في صرع مرير معهم وخاصة مع ألمانيا التي منحته فرصة أخيرة للسداد بعد أن تدخلت أمريكا كوسيط وأصبح وضع البلاد مأساوي حيث زاد الفقر والبطالة وتراجعت الخدامات الاجتماعية والرعاية الصحية وتقلصت نفقات الدولة وميزانية الحكومة.
وفي سنة 1908م غادر الرئيس جوسي كاسترو البلاد في رحلة علاج إلى إسبانيا وكانت فرصة أعلن من خلالها نائبه خوان غوميز نفسه رئيسا مطلقا لجمهورية فنزويلا البوليفرية واستطاع خلال فترة بسيطة تغير وجه البلاد الاقتصادي والتجاري حيث خفض التضخم ورفع الناتج القومي والميزانية المالية السنوية وجدول الديون الدول المستحقة للأوروبيين وبدأ بتسديد المبالغ حسب التواريخ المتفق عليها واهتم بزراعة البن والكاكاو وأنواع الحصاد والثروة السمكية والحيوانية وركز في حياته على صناعة النفط وتطوره بشكل مميز وقد جعلت هذه العوامل الاقتصادية العملة المحلية ترتفع «البوليفار» علما أنه لم يهتم بالتعليم لاعتقاده بأن الشعوب الجاهلة من السهل قيادتها كما أنه جمع ثروة كبيرة واستفاد هو وأعوانه من الطفرة المالية التي عمت البلاد ألا انه انتقد في أخر أيام حكمه بأنه أصبح دكتاتوريا ويرفض الرأي الأخر حاصرته أصوات من أين لك كل هذه الثروة وفي سنة 1928 م اكتشفت أكبر أحواض النفط في بحيرة ماركياو شمال وسط فنزويلا وبدأت رحلة الغناء تنتشر في المجتمع الفنزويلي منذ ذلك الحين هذا ويعتبر غوميز عرب النفط في فنزولا وواضع حجر أساس شركاتها البترولية أطلقت الحكومة الفنزويلية اسم أحد أهم مطاراتها الدولية تكريما لمجهوداته الوطنية.

## روابط خارجية
- خوان فيسنتي غوميز على موقع الموسوعة البريطانية (الإنجليزية)